# Ce Magnifique Gâteau!
Ce Magnifique Gâteau! (Engels: This Magnificent Cake!) is een Belgische stop-motion animatiefilm uit 2018 van Emma De Swaef en Marc James Roels naar eigen scenario. De anthologiefilm die zich afspeelt in koloniaal Afrika in de late 19e eeuw vertelt de verhalen van 5 verschillende personages: een verontruste koning, Ota, een pygmee op middelbare leeftijd werkend in een luxe hotel, Van Molle, een mislukte zakenman en bakkerszoon op een expeditie met het familiefortuin, een verloren kruier en Louis, een jonge deserteur uit het leger.

## Vlaamse stemacteurs
| Acteur               | Personage       |
| -------------------- | --------------- |
| Jan Decleir          | koning          |
| Bruno Levie          | Georges         |
| Gaston Motambe       | Ota             |
| Paul Huvenne         | verteller       |
| Wim Willaert         | Van Molle       |
| Sebastien Dewaele    | Pierre          |
| Goua Robert Grovogui | verloren kruier |
| Angelo Tijssens      | Louis           |
| Anna Schoonbroodt    | Louis' moeder   |

## Prijzen en nominaties
De film beleefde zijn wereldpremière op de Quinzaine des Réalisateurs van het Filmfestival van Cannes 2018 waar de film ook genomineerd was voor de Prix Illy du court métrage. De film werd genomineerd voor een Annie Award in de categorie Best Animated Independent Feature, won de Grand Prix op het Internationaal kortfilmfestival van Clermont-Ferrand, kreeg een Honorable Mention voor de Short Cuts Award 2018 op het Internationaal filmfestival van Toronto en de Grand Prix op Animafest 2018 in Zagreb. De film won de Prix André Martin op het Festival international du film d'animation d'Annecy 2018 en kreeg in Portugal de publieksprijs op het kortfilmfestival van Vila do Conde 2018.

## Productie
De stop-motion is gecreëerd door Emma De Swaef en Marc James Roels en de Mechelse animatiestudio Beast Animation met popjes uit wol, vilt en textiel.